# Tsilavaina Andriantsalama
Tsilavaina Manue Andriantsalama – madagaskarska zapaśniczka walcząca w stylu wolnym. Zajęła 27. miejsce na mistrzostwach świata w 2009. Czwarta na mistrzostwach Afryki w 2008. Złota medalistka igrzysk Wysp Oceanu Indyjskiego w 2007 roku.